# IserveU
IserveU est une organisation de démocratie directe à but non lucratif fondé à  Yellowknife, Territoires du nord-ouest, Canada. L’organisation comporte une plateforme de vote en ligne accessible sur le web.

## Historique
IserveU a originellement été créée en 2012 avec l'intention d'introduire une forme de e-démocratie à Yellowknife, L’organisation IserveU est créée par des bénévoles et financée par des événements de levée de fonds, puis embauche des employés.
Le conseiller municipal Rommel Silverio est élu à Yellowknife le 19 octobre 2015,. Silverio devient le premier conseiller à utiliser cette plate-forme.

## Activité
La plateforme de vote en ligne IserveU a pour fonction d’incorporer les éléments de la  démocratie directe à ceux du système politique représentatif. Elle oblige les membres du conseil de ville à voter en accord avec les résultats du vote public en ligne. Ce système permet aux citoyens de la ville de prendre part directement au processus décisionnel de leur ville.
Si les usagers de la plateforme ne s'intéressent pas à une motion et que les votes sont en nombre insuffisant, les conseillers peuvent voter librement.
La plateforme est publiée sous une licence libre sur le site Github.